# Industria Aeronautică Română
La Industria Aeronautică Română (IAR) (en rumano para Industria Aeronáutica Rumana, ahora IAR S.A. Brasov) es una  industria aeronáutica rumana fundada en 1925. Basada en Ghimbav, cerca de Braşov, Rumania, la compañía emplea a cerca de  1200 especialistas incluyendo a más de 170 ingenieros. Lleva a cabo mejoras, revisiones, y overhauls a helicópteros y aviones livianos.

## Historia

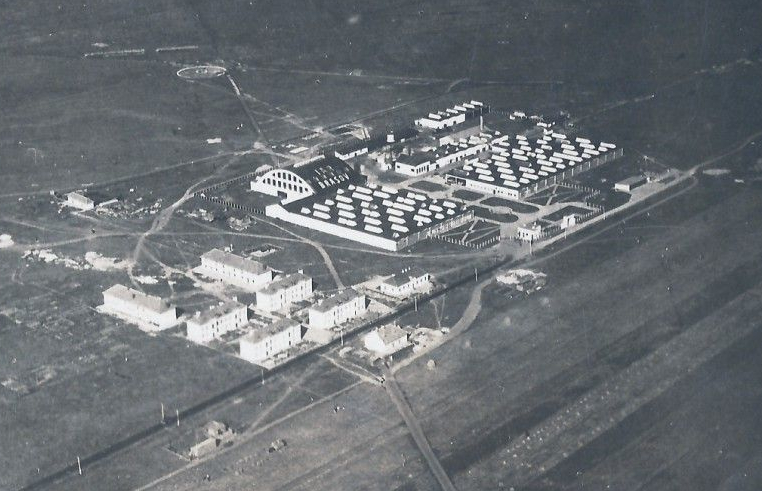
Instalaciones de IAR Braşov en 1940.

En razón de asegurar que la Real Fuerza Aérea Rumana (Aeronáutica Regală Română, o  ARR) pudiera ser suplida de aviones en tiempos de guerra, el gobierno subsidió tres grandes fábricas de aviones en los 1920s y los 1930s. La primera fue Societatea pentru Exploatări Tehnice (SET) la cual fue formada en Bucarest en 1923. Después vino IAR, la cual sentó cabeza en Braşov en 1925. Finalmente fue Întreprinderea de Construcţii Aeronautice Româneşti (ICAR), la cual fue fundada en Bucarest en 1932. 
Uno de los ingenieros diseñadores de los aviones IAR a principios de los 1930s fue Elie Carafoli.
Durante la Segunda Guerra Mundial, los cazas IAR 80 y IAR 81 fueron diseñados y producidos en las instalaciones IAR .
En el presente IAR es el único fabricante de helicópteros para propósitos militares y comerciales. Desde 1968, IAR ha producido más de 370 helicópteros (IAR 316 y IAR 330), 830 planeadores, incluido planeadores con motor, y 140 aviones de distintos tipos.

## Productos
| - IAR CV 11 - IAR 12 - IAR 14 - IAR 15 - IAR 16 - IAR 23 - IAR 24 - IAR 36 - IAR 37 - IAR 38 - IAR 39 - IAR 46 - IAR 79 - IAR 80 | - IAR 81 - IAR 93 Vultur - IAR 95 - IAR 99 Şoim - IAR 316 - IAR 317 - IAR 330 - IAR 330L Socat - IAR 822 - IAR 823 - IAR 825 - IAR 831 - IAR IS-28 "Lark" Planeador - IAR IS-29 |